# Eva Walkner
Eva Walkner (* 16. Juni 1979 in Kuchl, Salzburg) ist eine österreichische Freeride-Sportlerin und ehemalige Skirennläuferin. Die freiberufliche Journalistin und Filmemacherin gewann zweimal die Freeride World Tour (2015 und 2016) und wurde dreimal Vizeweltmeisterin (2012, 2017 und 2018). Ihr jüngerer Bruder Matthias ist als Motocross-Fahrer erfolgreich.

## Biografie

### Ski Alpin
Eva Walkner erlernte das Skifahren im Alter von drei Jahren.
Als 15-Jährige bestritt sie ihre ersten FIS-Rennen und debütierte am 20. Dezember 1995 in der Abfahrt von Zauchensee im Europacup. Nach wenig zufriedenstellenden Resultaten gelangen ihr im Februar 1998 ihre ersten Podiumsplatzierungen auf FIS-Ebene. Nach einem Sieg im November desselben Jahres klassierte sie sich auch im Europacup erstmals unter den besten zehn. Am 3. Jänner 1999 gab sie im Slalom von Maribor ihr Weltcup-Debüt. Bei den Juniorenweltmeisterschaften in Pra-Loup schrammte sie als Slalomvierte nur knapp an einer Medaille vorbei, im Riesenslalom schied sie aus. Ihren größten nationalen Erfolg konnte sie am 25. März 2001 mit dem Gewinn der Slalom-Bronzemedaille im Rahmen der österreichischen Meisterschaften verbuchen. Im Februar 2002 belegte sie im Slalom von Bad Hofgastein mit Rang zwei ihren ersten von drei Europcup-Podestplätzen. Am 3. Februar 2003 bestritt sie ihr letztes von insgesamt 51 Europacup-Rennen. Bei acht Slalom-Weltcupstarts gelang es ihr nie, sich für den zweiten Durchgang zu qualifizieren.

### Freeride
Nach einigen Verletzungen sah sich Walkner gezwungen, ihre Rennkarriere 23-jährig zu beenden. Danach absolvierte sie eine Ausbildung zur Sportjournalistin und arbeitete eine Zeit lang als Fernsehredakteurin bei Premiere. Nachdem sie auf den Freeride-Sport aufmerksam geworden war, qualifizierte sie sich 2010 für die exklusiv besetzte World Tour. Ihr erster Sieg gelang ihr am 10. März 2012 in Fieberbrunn, mit zwei weiteren Podestplätzen beendete sie die Saison als Vizeweltmeisterin. Beim Saisonauftakt 2013 zog sie sich im kanadischen Revelstoke den insgesamt dritten Kreuzbandriss ihrer Karriere zu und verpasste in Folge von Komplikationen die folgenden zwei Winter. Dank einer Wildcard gelang der rasche Wiedereinstieg in die Tour. Beim Comeback im Jänner 2015 gewann sie gleich den ersten Bewerb in Chamonix und belegte danach drei zweite Plätze, womit sie sich erstmals zur Weltmeisterin der Freeride World Tour krönte. Mit Siegen in Chamonix und Haines sowie zwei zweiten Plätzen konnte sie dieses Kunststück 2016 wiederholen. Im Zuge der Salzburger Sportlergala wurde sie für ihre Saisonleistung mit einem silbernen Leonidas ausgezeichnet.
Die Saison 2017 beendete sie nach einem Sieg (in Verbier) und zwei weiteren Podestplätzen als Vizeweltmeisterin hinter ihrer Landsfrau Lorraine Huber. Auch in der folgenden Saison feierte sie einen Sieg (Kicking Horse) und belegte erneut Rang zwei in der Gesamtwertung.

## Sportliche Erfolge

### Ski Alpin
- Dritte der Österreichischen Meisterschaften im Slalom 2001
- 3 Podestplätze im Europacup
- 2 Siege in FIS-Rennen

### Freeride
- Weltmeisterin der Freeride World Tour 2015 und 2016
- Vizeweltmeisterin 2012, 2017 und 2018
- 6 Siege auf der World Tour

| Jahr | 1                                   | 2                                   | 3                                   | 4                                   | 5                                   | 6                                   | Punkte                              | WM-Rang                             |
| ---- | ----------------------------------- | ----------------------------------- | ----------------------------------- | ----------------------------------- | ----------------------------------- | ----------------------------------- | ----------------------------------- | ----------------------------------- |
| 2012 | 8.                                  | 6.                                  | 3.                                  | 1.                                  | 2.                                  |                                     | 8135                                | 2.                                  |
| 2013 | 8.                                  | –                                   | –                                   | –                                   | –                                   | –                                   | 1130                                | 13.                                 |
| 2014 | verletzungsbedingt keine Ergebnisse | verletzungsbedingt keine Ergebnisse | verletzungsbedingt keine Ergebnisse | verletzungsbedingt keine Ergebnisse | verletzungsbedingt keine Ergebnisse | verletzungsbedingt keine Ergebnisse | verletzungsbedingt keine Ergebnisse | verletzungsbedingt keine Ergebnisse |
| 2015 | 1.                                  | 2.                                  | 2.                                  | 2.                                  | 8.                                  |                                     | 9100                                | 1.                                  |
| 2016 | 1.                                  | 1.                                  | 2.                                  | 2.                                  | 10.                                 |                                     | 9400                                | 1.                                  |
| 2017 | 4.                                  | 5.                                  | 2.                                  | 3.                                  | 1.                                  |                                     | 8480                                | 2.                                  |
| 2018 | 3.                                  | 1.                                  | 2.                                  | 2.                                  | 3.                                  |                                     | 8880                                | 2.                                  |

## Filme
Abseits der World Tour machte sich Eva Walkner als Dokumentarfilmerin einen Namen. Eine ihrer ersten Produktionen entstand im März 2008, als sie für ihren Ausrüster Nike eine Sweet-Spot-Expedition in den Iran unternahm. Neben dem Freeriden stand dabei die persische Kultur und das Skifahren in Dizin im Fokus.
Im Februar 2011 bereiste Walkner die Kaschmir-Region und drehte in Gulmarg den Kurzfilm Path of Roses.
Nach ihrem dritten Kreuzbandriss begann sie mit der Planung einer Alaska-Expedition, die sie schließlich im Frühjahr 2014 gemeinsam mit ihren World-Tour-Konkurrentinnen Nadine Wallner und Christine Hargin antrat. Die filmische Umsetzung Exploring Alaska lief 2016 beim Freeride Filmfestival in Wien.
Ein weiterer Beitrag zum Filmfestival, Evolution of Dreams, entstand 2017 in Zusammenarbeit mit Walkners Kollegin Jackie Paaso. Der Film, der unter anderem in Chamonix und am Arlberg gedreht wurde, zeigt den Werdegang der beiden Sportlerinnen samt deren Wurzeln im alpinen und Freestyle-Sport.

### Filmografie
- 2008: Nike ACG Sweetspot – Iran
- 2012: Path of Roses
- 2016: Exploring Alaska
- 2017: Evolution of Dreams